# Roberto J. Payró (Buenos Aires)
Roberto J. Payró es una localidad argentina perteneciente al partido de Magdalena, en la provincia de Buenos Aires.

## Geografía

### Población
Cuenta con 65 habitantes (Indec, 2010), lo que representa un descenso del 7% frente a los 70 habitantes (Indec, 2001) del censo anterior.

### Sismicidad
La región responde a las subfallas «del río Paraná», y «del río de la Plata», y a la falla de «Punta del Este», con sismicidad baja; y su última expresión se produjo el 5 de junio de 1888 (137 años), a las 3.20 UTC-3, con una magnitud aproximadamente de 5,0 en la escala de Richter (terremoto del Río de la Plata de 1888).
La Defensa Civil municipal debe advertir sobre escuchar y obedecer acerca de 
Área de
- Tormentas severas, poco periódicas, con Alerta Meteorológico
- Baja sismicidad, con silencio sísmico de 137 años